# Ron Clarke
Ronald William Clarke, detto Ron (Melbourne, 21 febbraio 1937 – Gold Coast, 17 giugno 2015), è stato un mezzofondista, maratoneta e politico australiano, vincitore della medaglia di bronzo ai Giochi olimpici di Tokyo 1964 nei 10000 metri piani..

## Biografia
La sua carriera durò sedici anni, nei quali fu artefice di 23 primati mondiali e 12 record nazionali. 
Era, però, molto più forte contro il cronometro che contro gli avversari in pista, a causa di una evidente carenza di sprint. Non riuscì mai infatti a vincere le gare che contano. Partecipò a due edizioni dei Giochi olimpici, vincendo la medaglia di bronzo nei 10000 m piani a Tokyo 1964. Sempre a Tokyo concluse al nono posto la prova dei 5000 m piani, mentre 4 anni dopo, a Città del Messico 1968, arrivò quinto nei 5000 m piani e sesto nei 10000 m piani.
È stato il primo atleta a correre in meno di 13 minuti le 3 miglia, in meno di 27 minuti le 6 miglia ed in meno di 28 minuti i 10000 m piani. Ha detenuto il record mondiale dei 10000 m piani con il tempo di 28'15"6 (18 dicembre 1963 a Melbourne), primato che nel 1965 a Oslo migliorò in 27'39"4 (tempo elettrico 27'39"89/100); in carriera ha stabilito anche i primati mondiali delle 2 miglia (8'19"6), delle 3 miglia (12'50"4), dei 5000 m piani (13'16"6), delle 6 miglia (26'47"), delle 10 miglia (47'12"8) e dell'ora (20,331 km).
Nel 1965 è stato eletto miglior atleta dell'anno. Disputò la sua ultima corsa sui 10 km a Oslo l'8 maggio 1970.
Sposato con tre figli, dopo essersi ritirato dall'atletica collaborò come direttore di filiale di un'attività commerciale che vendeva articoli sportivi a Melbourne.
Nel 2004 venne eletto sindaco di Gold Coast, nel Queensland.

## Palmarès
| Anno | Manifestazione          | Sede              | Evento        | Risultato | Prestazione | Note |
| ---- | ----------------------- | ----------------- | ------------- | --------- | ----------- | ---- |
| 1962 | Giochi del Commonwealth | Perth             | 3 miglia      | Argento   | 13'35"92    |      |
| 1964 | Giochi olimpici         | Tokyo             | 5000 m piani  | 9º        | 13'58"0     |      |
| 1964 | Giochi olimpici         | Tokyo             | 10000 m piani | Bronzo    | 28'25"8     |      |
| 1964 | Giochi olimpici         | Tokyo             | Maratona      | 9º        | 2h20'26"8   |      |
| 1966 | Giochi del Commonwealth | Kingston          | 3 miglia      | Argento   | 12'59"2     |      |
| 1966 | Giochi del Commonwealth | Kingston          | 6 miglia      | Argento   | 27'39"42    |      |
| 1968 | Giochi olimpici         | Città del Messico | 5000 m piani  | 5º        | 14'12"4     |      |
| 1968 | Giochi olimpici         | Città del Messico | 10000 m piani | 6º        | 29'44"8     |      |
| 1970 | Giochi del Commonwealth | Edimburgo         | 10000 m piani | Argento   | 28'13"45    |      |

## Campionati nazionali
1957
- 4º ai campionati australiani, 3 miglia - 14'01"6

1962
- 4º ai campionati australiani, 3 miglia - 13'42"0

1963
- Bronzo ai campionati australiani, 3 miglia - 13'46"6
- Argento ai campionati australiani, 6 miglia - 29'07"0
- Oro ai campionati australiani di corsa campestre - 32'40"6

1964
- Bronzo ai campionati australiani, 3 miglia - 13'21"8

1965
- Oro ai campionati australiani, 3 miglia - 13'25"4
- Argento ai campionati australiani di corsa campestre - 36'14"8

1966
- Oro ai campionati australiani, 5000 m piani - 13'49"2
- Oro ai campionati australiani, 10000 m piani - 28'56"4

1967
- Oro ai campionati australiani, 5000 m piani - 13'51"2

1968
- Oro ai campionati australiani, 5000 m piani - 13'49"4

1969
- Oro ai campionati australiani, 5000 m piani - 13'44"2
- Oro ai campionati australiani, 10000 m piani - 28'43"6
- Argento ai campionati australiani di corsa campestre - 30'41"0

1970
- Bronzo ai campionati australiani, 5000 m piani - 14'05"0
- Oro ai campionati australiani, 10000 m piani - 29'26"0

## Altre competizioni internazionali
1963
- Oro all'Emil Zatopek Meeting	( Melbourne), 10000 m piani - 28'15"6

1965
- Oro ai Bislett Games ( Oslo), 10000 m piani - 27'39"4
- Oro al DN Galan ( Stoccolma), 5000 m piani - 13'26"4
- Oro al Compton Invitational ( Los Angeles), 5000 m piani - 13'25"8

1966
- Oro ai Bislett Games ( Oslo), 10000 m piani - 27'54"0
- Oro al DN Galan ( Stoccolma), 5000 m piani - 13'16"6

1967
- Oro al DN Galan ( Stoccolma), 5000 m piani - 13'18"8

1968
- Argento al DN Galan ( Stoccolma), 5000 m piani - 13'29"8

1969
- Argento al DN Galan ( Stoccolma), 5000 m piani - 13'33"8

1970
- 6º ai Bislett Games ( Oslo), 10000 m piani - 29'00"4
- Bronzo al DN Galan ( Stoccolma), 5000 m piani - 13'44"4